# Алисия Маркова
Дама Али́сия Ма́ркова (англ. Dame Alicia Markova), урождённая Лилиан Элис Маркс (Lilian Alice Marks; 1 декабря 1910, Лондон — 2 декабря 2004, Бат) — британская артистка балета и педагог, артистка Русского балета Дягилева. Дама Британской империи, доктор музыки; первая английская балерина, удостоенная титула Prima Ballerina Assoluta.

## Биография
Лилиан Элис Маркс родилась в состоятельной семье, жившей в лондонском районе Finsbury Park. Её отец, Альфред, был евреем, мать Эйлин приняла иудаизм. В возрасте 8 лет ребёнка отдали заниматься балетом, чтобы исправить возможные проблемы с ногами и ступнями. Занималась в школе Серафимы Астафьевой, где была замечена Сергеем Дягилевым, искавшим артистов для своей труппы. Маркс присоединилась к «Русским сезонам» в возрасте 14 лет, гастролировала в их составе по всей Европе. В соответствии с веяниями того времени, Дягилев дал танцовщице «русское» имя — Алисия Маркова.
О своём участии в труппе Русский балет Монте-Карло Алисия Маркова рассказала в документальном фильме «Русские балеты» (Ballets Russes), снятом Дэном Геллером (Dan Geller) и Даяной Голдфайн (Dayna Goldfine) в 2005 году в США.
Ушла из жизни 2 декабря 2004 года.

## Репертуар
- 1925 — «Песнь соловья» И. Ф. Стравинский, хореография Джорджа Баланчина
- 1927 — Кошка, «Кошка» Анри Соге, хореография Джорджа Баланчина (Юноша — Серж Лифарь).